# Стрептококе
Стрептококе су грам позитивне бактерије, лоптастог облика (коке), које су распоређене у виду ланца или нити. Припадају групи факултативно анаеробних бактерија, непокретне су и не луче ензим каталазу (каталаза негативне). На основу врсте хемолизе (хемолиза-разлагање ћелија крви) подељене су на α,β и γ хемолитичке стрептококе, а на основу састава ћелијског зида и његовог антигенитета у Ленсфилдове групе А-Б.

## Подела

### На основу хемолизе
Колоније стрептокока разлажу хранљиву подлогу крвни агар, на којој хемолизом и као резултат тог разлагања формира се зона хемолизе око колонија. На основу врсте хемолизе стрептококе су подељене на α,β и γ хемолитичке стрептококе.
- Код α хемолизе колоније стафилокока граде зону хемолизе која је зеленкасте боје. До настанка ове промене долази услед стварања водоник пероксида, који оксидује хемоглобин у метхемоглобин (атом гвожђа је у метхемоглобину тровалентно).
- Код β хемолизе стафилококе стварају зону жуте боје око својих колонија. У овој зони су разграђени сви еритроцити и сав хемоглобин.
- γ хемолиза означава одсуство макроскопски видљиве хемолизе.

### Ленсфилдова класификација
Многе стрептококе поседују у свом ћелијском зиду полимере угљених хидрата, Ц-супстанцу. Ова супстанца се још зове и Ленсфилдов антиген. На основу грађе овог антигена стрептококе су подељене у групе А-Б.

## Врсте
Постоје пиогене (изазивају гнојне инфекције), оралне стрептококе и ентерококе.
| Пиогене, хемолитичке стрептококе                                             | врста хемолизе | Ленсфилдова класификација            | особине                                                                                                  |
| Стрептококус пиогенес (А-стрептококе) лат.                                   | ß              | А                                    | чест узрочник инфекција код човека, инвазиван, касније последице (реуматска грозница, гломерулонефритис) |
| Стрептококус агалакције (Б стрептококе) лат.                                 | ß              | Б                                    | менингитис и сепса новорођенчади, инвазивне инфекције                                                    |
| Ц-стрептококе                                                                | β (α,γ)        | Ц                                    | ређе изазивају гнојне инфекције                                                                          |
| Г-стрептококе                                                                | ß              | Г                                    | ређе изазивају гнојне инфекције                                                                          |
| Стрептококус пнеумоније (пнеумокок) лат.                                     | α              | -                                    | изазива: запаљење плућа и других дисајних путева, сепсу, менингитис                                      |
| стрептококус бовис лат.                                                      | α,γ            | Д                                    | као и ентерококе поседују антиген Д, ређе изазивају инфекције                                            |
| Оралне стрептококе                                                           |                |                                      | |
| Стрептококус саливариус лат.                                                 | α,γ            | могу се наћи антигени: А;Ц;Е;Ф;Г:Х;К | зову се још и зелене стрептококе лат. , изазивају ендокардитис, каријес.                                 |
| Стрептококус сангвис лат.                                                    | -              | могу се наћи антигени: А;Ц;Е;Ф;Г:Х;К | зову се још и зелене стрептококе лат. , изазивају ендокардитис, каријес.                                 |
| Стрептококус мутанс лат.                                                     | -              | могу се наћи антигени: А;Ц;Е;Ф;Г:Х;К | зову се још и зелене стрептококе лат. , изазивају ендокардитис, каријес.                                 |
| Стрептококус митис лат.                                                      | -              | могу се наћи антигени: А;Ц;Е;Ф;Г:Х;К | зову се још и зелене стрептококе лат. , изазивају ендокардитис, каријес.                                 |
| Стрептококе милерове групе                                                   |                |                                      | |
| Ентерококе (данас се убрајају у посебну фамилију, не у фамилију стрептокока) |                |                                      | |
| Ентерококус фекалис лат.                                                     | α,(β),γ,       | Д                                    | живе у цреву човека и животиња, слабо патогени, могу изавати ендокардитис                                |
| Ентерококус фециум лат.                                                      | α              | Д                                    | живе у цреву човека и животиња, слабо патогени, могу изазвати ендокардитис                               |